# Zadni Staw Polski
Zadni Staw Polski je ledovcové jezero v Tatrách v Polsku. Nachází se v nadmořské výšce 1890 m v západní nejvyšší části údolí Pěti Stawů nad Czarnym Stawem Polskim. Jezero má rozlohu 6,4720 ha. Je 382 m dlouhé a 235 m široké. Dosahuje maximální hloubky 31,6 m a objemu 918 400 m³.

## Pobřeží
Na jihu se nachází Wole Oko a nad ním Hladké sedlo. Na západě se tyčí štít Valentková, jehož stěna začíná přímo u hladiny plesa. Na severu se nachází suché nejvyšší patro doliny Pěti Stawů pod Niebieskou Przełęczí. Na východě vybíhá nad pleso hřeben Kołowe Czuby.

## Vodní režim
Z jezera odtéká potok do Woleho Oka. Rozměry jezera v průběhu času zachycuje tabulka:
| Rok  | Měření prováděl | Rozloha ha | Délka m | Šířka m | Hloubka max.m | Objem m³ |
| ---- | --------------- | ---------- | ------- | ------- | ------------- | -------- |
| —    | podle WET       | 6,46       | 382     | 235     | 31,6          | —        |
| 2005 | Gregor, Pacl    | 6,4720     | —       | —       | 31,6          | 918 400  |

## Přístup
modrá turistická značka z Gąsienicowy doliny přes Zawrat do Doliny Pięciu Stawów vede 250 m východně od plesa pod hřebenem Kołowe Czuby.